# Thrinchostoma conjungens
Thrinchostoma conjungens är en biart som beskrevs av Blüthgen 1933. Thrinchostoma conjungens ingår i släktet Thrinchostoma och familjen vägbin. Inga underarter finns listade i Catalogue of Life.